# Morgan James
Morgan James (Boise, 1981. november 24. –), amerikai énekesnő, dalszerző, színésznő.

## Pályafutása
Az Idaho állambeli Boise-ben született. Gyermekévei alatt családja gyakran költözködött. Laktak Idahóbanban, Tennesseeben, Kaliforniában is. Ez utóbbiban járt középiskolába. Az öccse avantgárd zenész és humorista.
Színész szülei ösztökélték, hogy lépjen előadóművészi pályára. Középiskolás korában a  nagymamája egy karaoke eszközzel lepte meg, fizette az énekóráit és támogatta az egyetemi tanulmányokig.
1999-ben érettségizett.
Nagy nehezen bejutott New York-i Juilliard Schoolba (hetediknek vették fel a szokásos hat mellé). Ott opera szakon tanult, és 2003-ban szerezte meg alapképzését. A főiskolán Barbara Cook egy mesterkurzusán is részt vett.

## Lemezek
- 2012: Morgan James Live: A Celebration of Nina Simone
- 2014: Hunter
- 2016: Here and Now
- 2016: Blue
- 2018: The White Album
- 2020: Memphis Magnetic

## Tévéműsorok
Nem egy Broadway-shownak volt szereplője, többek között az including Motown: The Musical, Godspell, The Addams Family címűekben.